# Bahnstrecke Montbozon–Lure
| Abzweig der reaktivierten Strecke in Lure |                      |                              |                              |
| Streckennummer (SNCF): | 857 000              |                              |                              |
| Streckenlänge: | 39,7 km              |                              |                              |
| Spurweite: | 1435 mm (Normalspur) |                              |                              |
| Maximale Neigung: | 15 ‰                 |                              |                              |
| |                      |                              |                              |
| \| \| \| von Besançon \| \| \| \| 445,6 \| Montbozon \| Montbozon \| \| \| \| nach Vesoul \| \| \| \| \| LGV Rhin-Rhône \| \| \| \| \| Viaduc de Cognières \| \| \| \| 451,5 \| Cognières \| Cognières \| \| \| 455,7 \| Rougemont \| Rougemont \| \| \| \| LGV Rhin-Rhône \| \| \| \| \| Pont-sur-l’Ognon \| \| \| \| 463,4 \| Esprels \| Esprels \| \| \| \| LGV Rhin-Rhône \| \| \| \| \| Base Travaux von Villersexel \| \| \| \| 468,2 \| Villersexel \| Villersexel \| \| \| \| \| \| \| \| 474,5 \| Gouhenans \| Gouhenans \| \| \| 478,5 \| Les Aynans-Vouhenans \| Les Aynans-Vouhenans \| \| \| 481,2 \| Magny-Vernois \| Magny-Vernois \| \| \| \| von Paris-Est \| \| \| \| 485,3 \| Lure \| Lure \| \| \| \| nach Belfort \| \| |                      |                              |                              |
| Strecke (außer Betrieb) |                      | von Besançon                 | von Besançon                 |
| Bahnhof (Strecke außer Betrieb) | 445,6                | Montbozon                    | Montbozon                    |
| Abzweig geradeaus und nach links (Strecke außer Betrieb) |                      | nach Vesoul                  | nach Vesoul                  |
| Kreuzung (Strecke geradeaus außer Betrieb) |                      | LGV Rhin-Rhône               | LGV Rhin-Rhône               |
| Brücke (Strecke außer Betrieb) |                      | Viaduc de Cognières          | Viaduc de Cognières          |
| Bahnhof (Strecke außer Betrieb) | 451,5                | Cognières                    | Cognières                    |
| Bahnhof (Strecke außer Betrieb) | 455,7                | Rougemont                    | Rougemont                    |
| Kreuzung (Strecke geradeaus außer Betrieb) |                      | LGV Rhin-Rhône               | LGV Rhin-Rhône               |
| Haltepunkt / Haltestelle (Strecke außer Betrieb) |                      | Pont-sur-l’Ognon             | Pont-sur-l’Ognon             |
| Bahnhof (Strecke außer Betrieb) | 463,4                | Esprels                      | Esprels                      |
| Abzweig geradeaus, ehemals nach links und ehemals von links · Strecke von rechts |                      | LGV Rhin-Rhône               | LGV Rhin-Rhône               |
| Strecke |                      | Base Travaux von Villersexel | Base Travaux von Villersexel |
| Bahnhof | 468,2                | Villersexel                  | Villersexel                  |
| |                      |                              |                              |
| ehemaliger Kopfbahnhof Strecke bis hier außer Betrieb | 474,5                | Gouhenans                    | Gouhenans                    |
| ehemaliger Bahnhof | 478,5                | Les Aynans-Vouhenans         | Les Aynans-Vouhenans         |
| ehemaliger Bahnhof | 481,2                | Magny-Vernois                | Magny-Vernois                |
| Abzweig geradeaus und von links |                      | von Paris-Est                | von Paris-Est                |
| Bahnhof | 485,3                | Lure                         | Lure                         |
| Strecke |                      | nach Belfort                 | nach Belfort                 |

Die Bahnstrecke Montbozon–Lure ist eine Eisenbahnstrecke, die von Montbozon nach Lure in den Départements Haute-Saône und Doubs führt. Sie wurde 1896 eröffnet. Als eingleisige Strecke ausgeführt, verband sie die Bahnstrecke Besançon-Viotte–Vesoul mit der Bahnstrecke Paris–Mulhouse.

## Geschichte

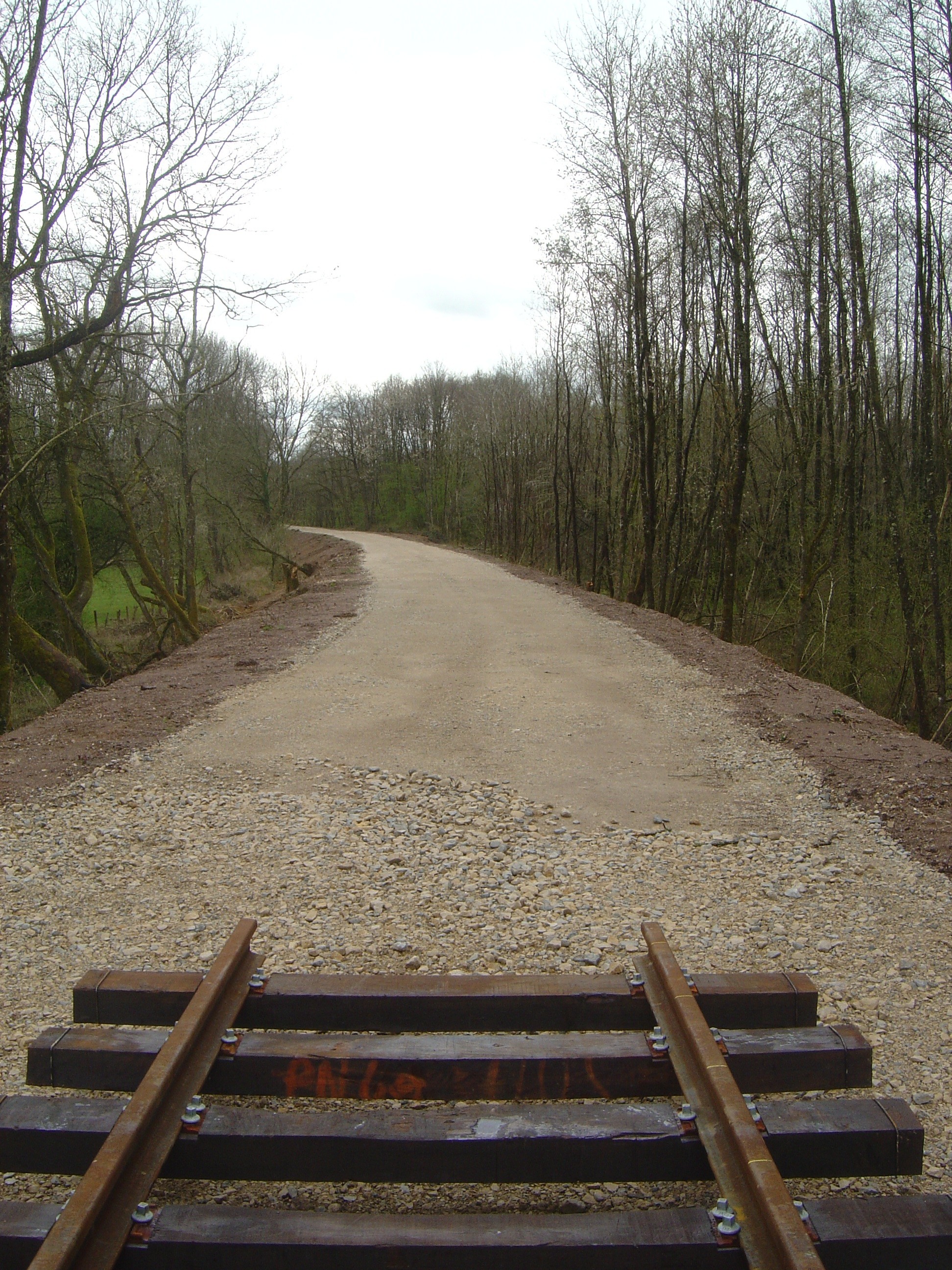
Arbeiten für die Reaktivierung (April 2008)

Die Déclaration d’utilité publique einer Eisenbahnstrecke von Montbozon nach Lure erfolgte am 15. Juli 1885. Die Strecke wurde am 3. November 1896 eröffnet. Der Personenverkehr wurde 1959 eingestellt, der Güterverkehr 1987. Die Stilllegung/Entwidmung des Abschnitts von Montbozon nach Villersexel erfolgte am 11. Januar 2002.
Der Abschnitt zwischen Lure und Villersexel wurde zur Materialversorgung der Base de Travaux (Baulogistikzentrum) der LGV Rhin-Rhône reaktiviert. Die Arbeiten zur Reaktivierung der Strecke haben 10 Millionen Euro gekostet; damit konnten 1000 LKW-Fahrten pro Tag verhindert werden.
Die Strecke sollte ursprünglich nach LGV-Inbetriebnahme abgebaut werden, blieb aber doch erhalten. Die Erhaltung eines Abschnittes der Strecke ist für den Transit der TGV Lorraine-Méditerranée vorgesehen: eine geplante Verbindung der LGV Rhin-Rhône über die Bahnstrecke Montbozon–Lure, ab Lure weiter über die Bahnstrecke Blainville-Damelevières–Lure. Das Gelände des Baulogistikzentrums wurde für eine Million Euro durch den Conseil Général des Département Haute-Saône übernommen – dort soll jetzt ein Gewerbegebiet entstehen.
Der Streckenabschnitt, der für den Anschluss der Base-travaux an die LGV neu gebaut wurde, sollte nach den Bauarbeiten als Umfahrungsstrasse von Villersexel dienen. Im September 2012 wurde der erste Abschnitt der Umfahrung in Betrieb genommen, im November folgte der zweite. Die Kosten für den Bau der Straße betrugen 20 Millionen Euro.